# Joliet (file system)
Joliet è un file system sviluppato da Microsoft per superare le limitazioni dell'ISO 9660 Livello 1 con i sistemi operativi Windows 95 e successivi. Le specifiche Joliet utilizzano un descrittore secondario di volume (SVD, secondary volume descriptor) che consente di registrare file e cartelle con nomi lunghi fino a 64 caratteri e set di caratteri Unicode. La compatibilità con il mondo DOS/Windows 3.x è mantenuta grazie alla presenza di un descrittore primario del volume conforme alle specifiche ISO 9660 Livello 1.